# فالته
فالته (به هلندی: Valthe) یک منطقهٔ مسکونی در هلند است که در بورخر-ادورن واقع شده‌است. فالته ۱٫۲۷۰ نفر جمعیت دارد.